# ポルトガル領モザンビーク

ポルトガル領東アフリカ
África Oriental Portuguesa (ポルトガル語)

国歌: Hymno Patriótico（ポルトガル語）
愛国讃歌（1808年 - 1834年）

Hino da Carta（ポルトガル語）
イーノ・ダ・カルタ（1834年 - 1910年）

The Portuguese（ポルトガル語）
ポルトガルの歌（1910年 - 1975年）

ポルトガル領東アフリカの位置

ポルトガル領モザンビーク（ポルトガルりょうモザンビーク、ポルトガル語: Moçambique）またはポルトガル領東アフリカ（ポルトガルりょうひがしアフリカ、ポルトガル語: África Oriental Portuguesa）は、どちらもモザンビークがポルトガルの植民地であった時代を指す用語である。当初、ポルトガル領モザンビークは南東アフリカの沿岸部にあったポルトガルの領地群であったが、後に統合し、現在はモザンビーク共和国を形成している。
ヴァスコ・ダ・ガマがモザンビークの海岸に到達した1498年以降、ポルトガルの貿易集落（後の植民地）が海岸沿いとザンベジ川流域に形成された。1544年、ロウレンソ・マルケスが現在のマプト湾のあたりを探検した。ポルトガルは「アフリカ分割」以降、植民地内部の占領に力を入れ、1918年に植民地の大部分を政治的に支配するようになったが、その過程でアフリカ人の抵抗に遭った。
モザンビークには、19世紀後半に現在のマニカ州とソファラ州に相当する土地の利権を持つモザンビーク会社（Companhia de Moçambique）や、現在のカボ・デルガード州とニアサ州の土地を支配していたニアサ会社（Companhia do Niassa）などの勅許会社が支配を引き受けた地域もあった。1942年、モザンビーク会社はその領土を放棄してポルトガルに返還し、モザンビークはポルトガル政府の支配下に統一された。
この地域全体は、長い間公式にはポルトガル領東アフリカと呼ばれ、南のロウレンソ・マルケスから北のニアサまでの一連の植民地に細分化された。当初、カボ・デルガードは1919年にドイツ領東アフリカから獲得したデルガード岬を含むロヴマ川沿いの一帯に過ぎなかったが、ルリオ川まで南下して現在のカボ・デルガード州を構成するようになった。ザンベジ川流域にはケリマネ（現ザンベジア州）とテテ（北ローデシア（現ザンビア）と南ローデシア（現ジンバブエ）の間の細長い地域）の植民地があり、一時期はザンベジアとして統合されたことがある。モザンビーク植民地（現在のナンプーラ）はモザンビーク島に首都を置いていた。また、モザンビーク島には1890年代後半までポルトガル領東アフリカの総督府が置かれ、総督府はロウレンソ・マルケス市に移された。また、南にはロウレンソ・マルケスの北東に位置するイニャンバネ（Inhambane）植民地が存在した。これらの植民地が統合されると、この地域全体が「モザンビーク」と呼ばれるようになった。
この紛争は、ポルトガル領アンゴラとポルトガル領ギニアで既に始まっていた他の紛争と共に、ポルトガルの植民地戦争の一部となった。ルゾ・トロピカリズモの概念に基づくサラザール政権の公式政策によれば、モザンビークはポルトガルの「多大陸・多民族国家」の不可欠な一部であると主張し、地元住民をヨーロッパ化した。これはポルトガル文化に同化させるため、すべての植民地で行われた。しかし、この政策はほとんど成功せず、アフリカの植民地化に対する反発から10年にわたる独立戦争が起こり、1974年4月にはリスボンでカーネーション革命が、そして1975年6月にはモザンビーク人民共和国としてポルトガルからの独立を達成した。